# Otjinene

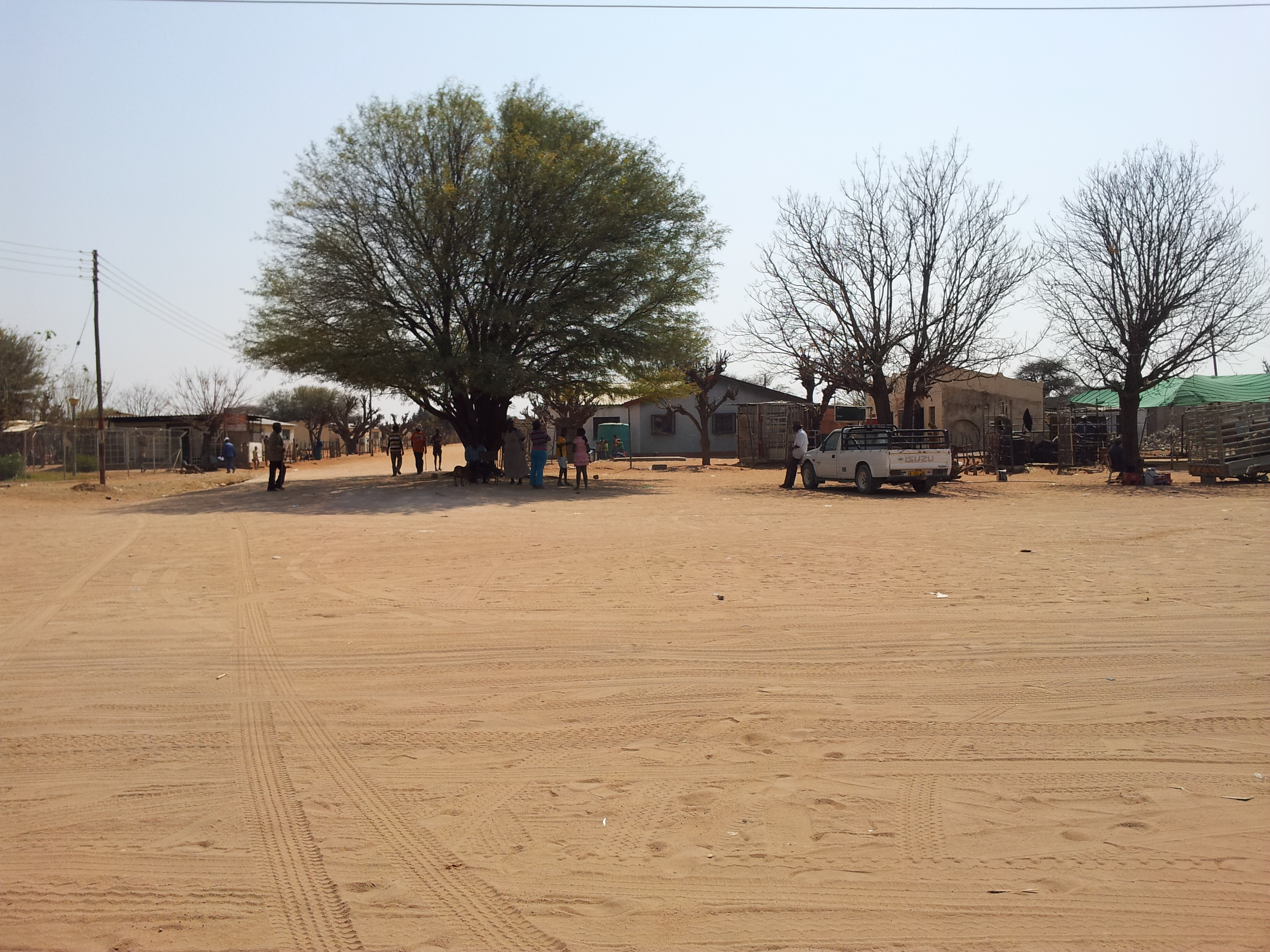
Zentraler Dorfplatz in Otjinene (2013)

Otjinene ist ein Dorf und Verwaltungssitz des gleichnamigen Wahlkreises in der Region Omaheke (ehemals Hereroland). Es liegt im Osten von Namibia und hat 6876 Einwohner (Stand 2023) auf einer Fläche von 10,0807 Quadratkilometern.
Otjinene hat seit dem 28. Februar 2011 den Status eines Dorfes. Es liegt rund 200 Kilometer nördlich von Gobabis und rund 170 Kilometer östlich von Okakarara. Weite Teile des Wahlkreises sind Farmland.
In der Nähe des Dorfes befindet sich die Gedenkstätte Ozombu Zovindimba, ein Sandhügel auf dem Generalleutnant Lothar von Trotha am 12. Januar 1904 den Vernichtungsbefehl gegeben haben soll. Der Ovaherero-Führer Alfons Maharero (1938–2012) stammte aus Okonja bei Otjinene.

## Kommunalpolitik
Bei den Kommunalwahlen 2020 wurde folgendes amtliches Endergebnis ermittelt.
| Partei    | Stimmen | Stimmenanteil | Sitze |
| --------- | ------- | ------------- | ----- |
| NUDO      | 823     | 54,83 %       | 3     |
| PDM       | 359     | 23,92 %       | 1     |
| SWAPO     | 319     | 21,25 %       | 1     |
| Insgesamt | 1.501   | 100 %         | 5     |